# شهرستان آدا
شهرستان آدا، آیداهو (به انگلیسی: Ada County, Idaho) یک سکونتگاه مسکونی در ایالات متحده آمریکا است که در آیداهو واقع شده‌است.

## خصوصیات
شهرستان آدا ۲٬۷۴۵٫۴ کیلومترمربع مساحت دارد.